# Sluikreclame

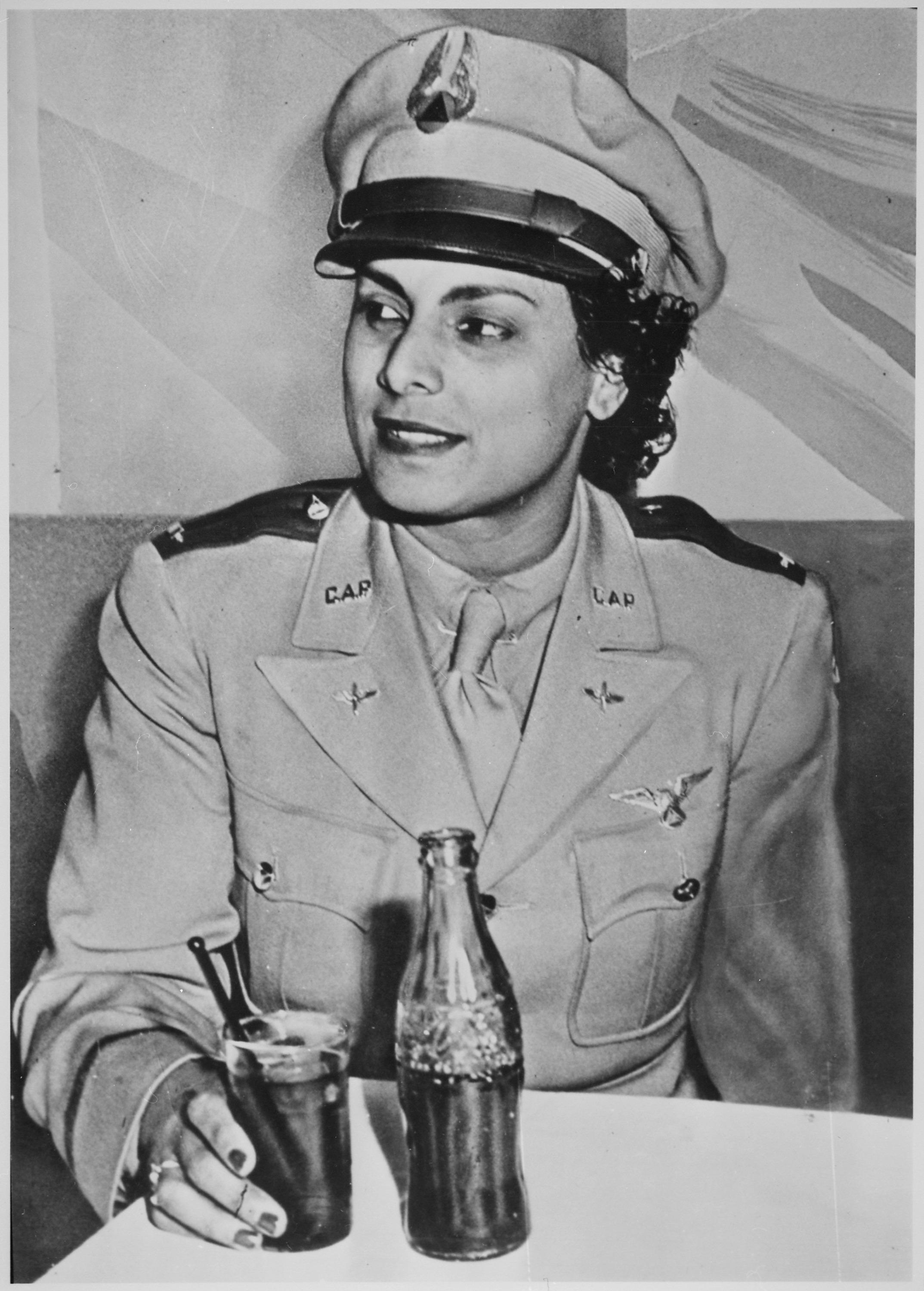
Sluikreclame

Sluikreclame is een marketingtactiek waarbij er in een toneelstuk, film, serie of boek een bestaand commercieel product wordt getoond of aanbevolen, terwijl er tegenover de kijker of lezer niet volledig duidelijk is gemaakt dat het hierbij om reclame gaat. 
De meest voorkomende vorm is het beschikbaar stellen van producten zodanig dat deze zichtbaar en identificeerbaar zijn voor de kijker. In jargon wordt dit ook wel 'brand placement' of 'product placement' genoemd.
Sluikreclame is verboden op de Nederlandse publieke omroep en radio, maar toch stond er in de jaren tachtig een IKEA-bank in de populaire serie Zeg 'ns AAA, dezelfde bank die op de voorpagina van de catalogus van de meubelketen stond. Het was het eerste voorbeeld van 'brand placement' in Nederland. Vooral op de commerciële zenders, in Nederland actief sinds 1989, doen omroepen in hun programma's aan sluikreclame.
Een voorbeeld van sluikreclame is dat een frisdrankenfabrikant een filmstudio betaalt om zijn product in een film te laten zien. Het label van de fles of het blikje wordt naar de camera gericht, zodat het duidelijk in beeld komt en voor de kijker goed zichtbaar is. De betalingen zijn gebaseerd op vertoning, dat wil zeggen het aantal keren dat het product wordt getoond of genoemd, de duur van de vertoning en de mate waarin het product in de verhaallijn is verwerkt. Als het product actief wordt gebruikt – zoals wanneer een hoofdrolspeler duidelijk een slok neemt van de fles of het blikje – wordt daar extra voor betaald. Filmproducenten werven bedrijven voor een extra inkomstenbron van een film, en met deze bedrijven wordt tevens samengewerkt bij de promotionele activiteiten gericht op de film én gericht op het product.
Het doel van brand placement in televisieprogramma's kan liggen in het creëren van bekendheid van een merk of product (awareness) of de kijker doordringen van bepaalde associaties met het product. Soms probeert een fabrikant nieuwe gebruiksmogelijkheden van een product op subtiele wijze onder de aandacht te brengen. Zo betaalde Coca-Cola het programma Goede tijden, slechte tijden om hun frisdrank aan de ontbijttafel te gebruiken. Veel gesponsorde televisieseries brengen uitgebreid in beeld wat de mogelijke toepassingen van huis-tuin-en-keukenproducten zijn.
Het meest voorkomende sluikreclameproduct in de Verenigde Staten is de auto. Vaak worden alle belangrijke voertuigen in een film of televisieserie geleverd door dezelfde fabrikant. Sinds het prille begin van de televisie hebben autofabrikanten op deze manier voertuigen ter beschikking gesteld. James Bond-films spannen de kroon: leveranciers betalen vele miljoenen dollars om op deze wijze reclame te kunnen maken.